# Lennox Adams
Lennox Adams (* 6. Januar 1968) ist ein ehemaliger vincentischer Dreispringer.
Adams war 1988 in Seoul bei der ersten Teilnahme seines Landes an Olympischen Spielen im Kader. In der Qualifikationsrunde des Dreisprungwettbewerbs sprang er 14,73 Meter und belegte damit am Ende den 37. Platz.
Er war Mitglied der Ouachita Baptist Tigers in Arkadelphia (USA). Von 1982 bis 1986 war er Präsident des St. Vincent and the Grenadines National Olympic Committee.